# Спрінг-Веллі (Невада)
Спрінг-Веллі (англ. Spring Valley) — переписна місцевість (CDP) в США, в окрузі Кларк штату Невада. Населення — 215 597 осіб (2020).

## Географія
Спрінг-Веллі розташований за координатами 36°5′55″ пн. ш. 115°15′43″ зх. д. / 36.09861° пн. ш. 115.26194° зх. д. (36.098721, -115.261921).  За даними Бюро перепису населення США в 2010 році переписна місцевість мала площу 86,06 км², уся площа — суходіл.

## Демографія
Згідно з переписом 2010 року, у переписній місцевості мешкало 178 395 осіб у 71 838 домогосподарствах у складі 42 769 родин. Густота населення становила 2073 особи/км².  Було 83678 помешкань (972/км²).
Расовий склад населення:
| - 57,9 % — білих - 17,4 % — азіатів - 9,8 % — чорних або афроамериканців - 0,8 % — вихідців з тихоокеанських островів - 0,6 % — корінних американців - 8,6 % — осіб інших рас |

До двох чи більше рас належало 5,0 %. Частка іспаномовних становила 20,6 % від усіх жителів.
За віковим діапазоном населення розподілялося таким чином: 20,6 % — особи молодші 18 років, 67,8 % — особи у віці 18—64 років, 11,6 % — особи у віці 65 років та старші. Медіана віку мешканця становила 37,2 року. На 100 осіб жіночої статі у переписній місцевості припадало 99,2 чоловіків;  на 100 жінок у віці від 18 років та старших — 98,3 чоловіків також старших 18 років.
Середній дохід на одне домашнє господарство  становив 65 090 доларів США (медіана — 50 192), а середній дохід на одну сім'ю — 71 585 доларів (медіана — 56 243). Медіана доходів становила 41 355 доларів для чоловіків та 35 982 долари для жінок. За межею бідності перебувало 13,8 % осіб, у тому числі 20,3 % дітей у віці до 18 років та 9,6 % осіб у віці 65 років та старших.
Цивільне працевлаштоване населення становило 95 438 осіб. Основні галузі зайнятості: мистецтво, розваги та відпочинок — 38,8 %, роздрібна торгівля — 12,3 %, освіта, охорона здоров'я та соціальна допомога — 11,8 %.